# Unexpected Arrival
Singles
1. Copy, Paste
Sortie : 29 mai 2011
2. Do It Like You
Sortie : 24 octobre 2011
3. 88
Sortie : 24 février 2012
4. Two Up
Sortie : 24 avril 2012
5. 4 Letter Word
Sortie : 8 mai 2012

Unexpected Arrival est le premier album studio de Diggy Simmons, sorti le 20 mars 2012.
Les douze titres incluent des collaborations avec Jadakiss (88), Tank (Occasions), et Jeremih (Do It Like You), avec une production de Da Internz, Pop & Oak et D'Mile.
L'album s'est classé 2e au Top Rap Albums, 3e au Top R&B/Hip-Hop Albums et 13e au Billboard 200.

## Liste des titres
| No  | Titre                              | Contient un (des) sample(s) de          | Durée |
| --- | ---------------------------------- | --------------------------------------- | ----- |
| 1.  | The Arrival (Intro)                |                                         | 1:17  |
| 2.  | Hello World                        |                                         | 3:11  |
| 3.  | I Need to Know                     |                                         | 3:34  |
| 4.  | 88 (featuring Jadakiss)            | Dead Presidents II de Jay-Z             | 3:05  |
| 5.  | Two Up                             |                                         | 3:30  |
| 6.  | Unforgivable Blackness             |                                         | 4:15  |
| 7.  | Special Occasion (featuring Tank)  |                                         | 3:52  |
| 8.  | Glow in the Dark                   |                                         | 5:59  |
| 9.  | 4 Letter Word                      |                                         | 3:39  |
| 10. | Do It Like You (featuring Jeremih) | Theme From the Planets de Dexter Wansel | 3:53  |
| 11. | Tom Edison                         | Nights Over Egypt des Jones Girls       | 3:32  |
| 12. | The Reign                          |                                         | 3:59  |

| 13. | Copy, Paste | 2:55 |

| 13. | Knowing Me, Knowing You |      |
| 14. | What's Going On         |      |
| 15. | MSG                     | 3:45 |